# Mansat-la-Courrière
Mansat-la-Courrière – miejscowość i gmina we Francji, w regionie Nowa Akwitania, w departamencie Creuse.
Według danych na rok 1990 gminę zamieszkiwało 100 osób, a gęstość zaludnienia wynosiła 11 osób/km² (wśród 747 gmin Limousin Mansat-la-Courrière plasuje się na 508. miejscu pod względem liczby ludności, natomiast pod względem powierzchni na miejscu 576.).